# Eurovizijos Atranka 2019
Eurovizijos dainų konkurso nacionalinė atranka 2019 – litewskie selekcje do 64. Konkursu Piosenki Eurowizji zorganizowane przez stację telewizyjną LRT.
Finał eliminacji wygrał Jurijus z piosenką „Run with the Lions”.

## Konkurs

### Uczestnicy
| Wykonawca                         | Piosenka                      | Autor(zy)                                                                        |
| --------------------------------- | ----------------------------- | -------------------------------------------------------------------------------- |
| 120                               | „Nėra abejonių”               | Deivydas Zvonkus, Dovydas Laukys, Šarūnas Januškevičius                          |
| Aldegunda                         | „I Want Your Love”            | Gailė Asačiovaitė                                                                |
| Alen Chicco                       | „Your Cure”                   | Faustas Venckus, Tomas Alenčikas                                                 |
| Antikvariniai Kašpirovskio Dantys | „Mažulė”                      | Martynas Enčius                                                                  |
| BANZZAI                           | „I Don't Care”                | Martynas Puchovičius, Paulius Šinkūnas                                           |
| Cheri                             | „Again”                       | Viktorija Vyšniauskaitė, Vitalij Puzyriov                                        |
| Dagna Kondrotaitė                 | „The Rush”                    | Liutauras Janušaitis, Lionel Lombard                                             |
| Donata & BingBang                 | „Doing the Loop”              | Lise Cabble, Christopher Wortley                                                 |
| Edgaras Lubys                     | „To the Sky”                  | Edgaras Lubys                                                                    |
| Elizabeth Olshey                  | „Never Enough (Of Your Love)” | Konstantin Beyrer, Elizabeth Olshey, Šarūnas Vaidachovičius                      |
| Emilija Gogolytė                  | „Riddle”                      | Sara Sangfelt, Ian Curnow, Ina Reni Alexandrow                                   |
| Filtered Tools                    | „Survival”                    | Donatas Sabaliauskas, Eglė Tamulionienė                                          |
| Gabriela Ždanovičiūtė             | „Home Is in Your Heart”       | Agnete Johnsen, Thomas Reil, Jeppe Reil, Christopher Wortley                     |
| Gabrielė Rybko                    | „Lay It Down”                 | Laurell Barker, Georgie Dennis, Cameron Warren                                   |
| Gebrasy                           | „Acceptance”                  | Audrius Petrauskas, Alex Lipnevic, Jevgenij Podskokov                            |
| Giedrius Nakas                    | „Klaidos”                     | Giedrius Nakas                                                                   |
| Glossarium                        | „Anyone”                      | Tadas Kaminskas, Lukas Gubanovas, Saulius Šivickas                               |
| Gražvydas Sidiniauskas            | „Another Movie”               | Andreas Sjo Engen, Janieck Devy, Radboud Miedema, Fabrizio Levita                |
| Henry & Tommy Mordic              | „Neverpart”                   | Tomas Sinickis                                                                   |
| Indrė Juodeikienė                 | „Bad Option”                  | Nácha, Rajan Muse, Koos Kamerling                                                |
| Jurgis Brūzga                     | „CTRL ALT DELETE”             | Kasparas Meginis, Edgaras Žaltauskas, Jurgis Brūzga, Andrius Kairys              |
| Jurgis DID & Erica Jennings       | „Sing!”                       | Jurgis Didžiulis, Erica Jennings                                                 |
| Jurijus                           | „Run with the Lions”          | Ashley Hicklin, Eric Lumiere, Pele Loriano                                       |
| Justina Budaitė-Junà              | „Stregth of a Woman”          | Donatas Montvydas, Gytis Valickas-Echoes, Glenda "Gizzle" Proby                  |
| Justina Žukauskaitė               | „Hit Me Harder”               | Vytautas Karpauskas, Justina Žukauskaitė                                         |
| Kali                              | „Don't B3long”                | Karolis Talutis, Arvydas Kriščikas                                               |
| La Forza                          | „Leisk tave paguosti”         | Stanislovas Stavickis-Stano                                                      |
| Laimingu Būti Lengva              | „Pasaulio vidury”             | Audrius Pakšys                                                                   |
| Lukas Bartaška                    | „River of Hope”               | Lukas Bartaška, Giedrius Misiūnas                                                |
| MaNNazz                           | „Blind Bird”                  | Kamilė Kielaitė-Sienkievič, Dominykas Zalieckas                                  |
| Matas Ligeika                     | „You Came Hero to Fly”        | Matas Ligeika, Gintarė Liseckaitė                                                |
| Migloko                           | „Rožės”                       | Artūras Bieliauskas, Miglė Vilčiauskaitė                                         |
| Monika Marija                     | „Criminal”                    | Benny Jansson, Monika Marija Paulauskaitė, Thomas Karlsson, Mahan Moin           |
| Monika Marija                     | „Light On”                    | Rachel Suter, Monika Marija Paulauskaitė, Martin Wiik, Glen Eriksson             |
| Original Copy                     | „Power of Sounds”             | Ieva Ščerbinskaitė                                                               |
| Paola Hart                        | „I'll Be Alright”             | Saxtone, Paulina Paulauskaitė                                                    |
| Queens of Roses                   | „Runaway”                     | Edgaras Koldaras, Artiomas Penkevičius                                           |
| RÙTA                              | „Paradox”                     | Rūta Statkevičiūtė, Forest Blakk                                                 |
| Šarūnas Mačiulis                  | „Traukinys”                   | Šarūnas Mačiulis                                                                 |
| Saulės Kliošas                    | „Laiko mašina”                | Alvydas Mačiulskas, Laurynas Šarkinas, Justė Starinskaitė                        |
| Simona                            | „This Day Begins with Love”   | Kęstutis Jablonskis, Raimundas Margalikas                                        |
| Sofija Eitutytė                   | „My 7th Life”                 | Florian Buba, Charlie Mason, Rike Boomgaarden, Marcus Brosch                     |
| Soliaris & Foreign Souls          | „Song of My Life”             | Viktoras Alechnovicius, Artūras Daunys, Algimantas Minalga, Arminas Bagdzevičius |
| Tiramisu                          | „The Smell of Your Eyes”      | Martyna Rudelytė, Egidijus Lisovoj                                               |
| Twosome                           | „1000”                        | Paulius Šinkūnas, Justinas Stanislovaitis                                        |
| Valdas Lacko                      | „Dare”                        | Niklas Bergqvist, Simon Johansson, Malin Bergqvist                               |
| Valerija Iljinaitė                | „Scars Are Beautiful”         | Ylva Persson, Linda Persson, Charlie Mason, John Matthews                        |
| Voldemars Petersons               | „Dancing with the Stars”      | Ashley Hicklin, Becky Jerams, Christopher Wortley                                |
| Živilė Gedvilaitė                 | „Learn from Your Love”        | Anna Timgren, Alex Mullarkey                                                     |

### Przebieg konkursu

#### Ćwierćfinały

##### Ćwierćfinał 1
| Heat 1 - 5 stycznia 2019 | Heat 1 - 5 stycznia 2019 | Heat 1 - 5 stycznia 2019    | Heat 1 - 5 stycznia 2019 | Heat 1 - 5 stycznia 2019 | Heat 1 - 5 stycznia 2019 | Heat 1 - 5 stycznia 2019 | Heat 1 - 5 stycznia 2019 |
| L.p.                     | Wykonawca                | Piosenka                    | Punkty                   | Punkty                   | Punkty                   | Punkty                   | Miejsce                  |
| L.p.                     | Wykonawca                | Piosenka                    | Jury                     | Telewidzowie             | Telewidzowie             | Łącznie                  | Miejsce                  |
| L.p.                     | Wykonawca                | Piosenka                    | Jury                     | Głosy                    | Punkty                   | Łącznie                  | Miejsce                  |
| ------------------------ | ------------------------ | --------------------------- | ------------------------ | ------------------------ | ------------------------ | ------------------------ | ------------------------ |
| 1                        | Matas Ligeika            | „You Came Here to Fly”      | 5                        | 473                      | 4                        | 9                        | 8                        |
| 2                        | Simona                   | „This Day Begins with Love” | —                        | 157                      | —                        | —                        | 12                       |
| 3                        | Filtered Tools           | „Survival”                  | 4                        | 267                      | 2                        | 6                        | 9                        |
| 4                        | RÙTA                     | „Paradox”                   | —                        | 341                      | 3                        | 3                        | 10                       |
| 5                        | Šarūnas Mačiūlis         | „Traukinys”                 | 3                        | 686                      | 8                        | 11                       | 6                        |
| 6                        | Aldegunda                | „I Want Your Love”          | 3                        | 828                      | 12                       | 15                       | 3                        |
| 7                        | Gabriela Ždanovičiūtė    | „Home Is in Your Heart”     | 1                        | 223                      | —                        | 1                        | 11                       |
| 8                        | Migloko                  | „Rožės”                     | 12                       | 639                      | 7                        | 19                       | 2                        |
| 9                        | Twosome                  | „1000”                      | 7                        | 633                      | 6                        | 13                       | 4                        |
| 10                       | MaNNazz                  | „Blind Bird”                | 10                       | 792                      | 10                       | 20                       | 1                        |
| 11                       | Gebrasy                  | „Acceptance”                | 8                        | 257                      | 1                        | 9                        | 7                        |
| 12                       | Glossarium               | „Anyone”                    | 6                        | 603                      | 5                        | 11                       | 5                        |

##### Ćwierćfinał 2
| Heat 2 - 19 stycznia 2019 | Heat 2 - 19 stycznia 2019 | Heat 2 - 19 stycznia 2019 | Heat 2 - 19 stycznia 2019 | Heat 2 - 19 stycznia 2019 | Heat 2 - 19 stycznia 2019 | Heat 2 - 19 stycznia 2019 | Heat 2 - 19 stycznia 2019 |
| L.p.                      | Wykonawca                 | Piosenka                  | Punkty                    | Punkty                    | Punkty                    | Punkty                    | Miejsce                   |
| L.p.                      | Wykonawca                 | Piosenka                  | Jury                      | Telewidzowie              | Telewidzowie              | Łącznie                   | Miejsce                   |
| L.p.                      | Wykonawca                 | Piosenka                  | Jury                      | Głosy                     | Punkty                    | Łącznie                   | Miejsce                   |
| ------------------------- | ------------------------- | ------------------------- | ------------------------- | ------------------------- | ------------------------- | ------------------------- | ------------------------- |
| 1                         | Tiramisu                  | „The Smell of Your Eyes”  | —                         | 824                       | 8                         | 8                         | 7                         |
| 2                         | Giedrius Nakas            | „Klaidos”                 | 4                         | 198                       | —                         | 4                         | 11                        |
| 3                         | Justina Žukauskaitė       | „Hit Me Harder”           | 2                         | 474                       | 4                         | 6                         | 9                         |
| 4                         | Lukas Bartaška            | „River of Hope”           | 8                         | 592                       | 6                         | 14                        | 4                         |
| 5                         | Paola Hart                | „I'll Be Alright”         | 8                         | 224                       | —                         | 8                         | 6                         |
| 6                         | Vaidas Lacko              | „Dare”                    | —                         | 295                       | 3                         | 3                         | 12                        |
| 7                         | Emilija Gogolytė          | „Riddle”                  | 6                         | 880                       | 10                        | 16                        | 2                         |
| 8                         | Edgaras Lubys             | „To the Sky”              | 10                        | 1007                      | 12                        | 22                        | 1                         |
| 9                         | Donata Virbilaitė         | „Doing the Loop”          | 1                         | 517                       | 5                         | 6                         | 10                        |
| 10                        | Gražvydas Sidiniauskas    | „Another Movie”           | 5                         | 260                       | 1                         | 6                         | 8                         |
| 11                        | Justina Budaitė-Junà      | „Strength of a Woman”     | 12                        | 407                       | 2                         | 14                        | 3                         |
| 12                        | BANZZZAI                  | „I Don't Care”            | —                         | 250                       | —                         | —                         | 13                        |
| 13                        | Original Copy             | „Power of Sounds”         | 3                         | 603                       | 7                         | 10                        | 5                         |

##### Ćwierćfinał 3
| Heat 3 - 26 stycznia 2019 | Heat 3 - 26 stycznia 2019         | Heat 3 - 26 stycznia 2019 | Heat 3 - 26 stycznia 2019 | Heat 3 - 26 stycznia 2019 | Heat 3 - 26 stycznia 2019 | Heat 3 - 26 stycznia 2019 | Heat 3 - 26 stycznia 2019 |
| L.p.                      | Wykonawca                         | Piosenka                  | Punkty                    | Punkty                    | Punkty                    | Punkty                    | Miejsce                   |
| L.p.                      | Wykonawca                         | Piosenka                  | Jury                      | Telewidzowie              | Telewidzowie              | Łącznie                   | Miejsce                   |
| L.p.                      | Wykonawca                         | Piosenka                  | Jury                      | Głosy                     | Punkty                    | Łącznie                   | Miejsce                   |
| ------------------------- | --------------------------------- | ------------------------- | ------------------------- | ------------------------- | ------------------------- | ------------------------- | ------------------------- |
| 1                         | Laimingu Būti Lengva              | „Pasaulio vidury”         | —                         | 149                       | —                         | —                         | 12                        |
| 2                         | Voldemars Petersons               | „Dancing with the Stars”  | 2                         | 227                       | —                         | 2                         | 11                        |
| 3                         | La forza                          | „Leisk tave paguosti”     | —                         | 146                       | —                         | —                         | 13                        |
| 4                         | Sofija Eitutytė                   | „My 7th Life”             | 3                         | 302                       | 1                         | 4                         | 8                         |
| 5                         | Antikvariniai Kašpirovskio Dantys | „Mažulė”                  | 6                         | 906                       | 7                         | 13                        | 4                         |
| 6                         | Dagna                             | „The Rush”                | 4                         | 739                       | 6                         | 10                        | 7                         |
| 7                         | Jurgis Brūzga                     | „CTRL ALT DELETE”         | 5                         | 663                       | 5                         | 10                        | 6                         |
| 8                         | Kali                              | „Don't B3long”            | 2                         | 308                       | 2                         | 4                         | 9                         |
| 9                         | Cheri                             | „Again”                   | 8                         | 409                       | 3                         | 11                        | 5                         |
| 10                        | 120                               | „Nėra abejonių”           | —                         | 548                       | 4                         | 4                         | 10                        |
| 11                        | Monika Marija                     | „Criminal”                | 10                        | 978                       | 8                         | 18                        | 2                         |
| 12                        | Jurijus                           | „Run with the Lions”      | 12                        | 1533                      | 12                        | 24                        | 1                         |
| 13                        | Jurgis DID & Erica Jennings       | „Sing!”                   | 8                         | 1077                      | 10                        | 18                        | 3                         |

##### Ćwierćfinał 4
| Heat 4 - 5 lutego 2019 | Heat 4 - 5 lutego 2019   | Heat 4 - 5 lutego 2019        | Heat 4 - 5 lutego 2019 | Heat 4 - 5 lutego 2019 | Heat 4 - 5 lutego 2019 | Heat 4 - 5 lutego 2019 | Heat 4 - 5 lutego 2019 |
| L.p.                   | Wykonawca                | Piosenka                      | Punkty                 | Punkty                 | Punkty                 | Punkty                 | Miejsce                |
| L.p.                   | Wykonawca                | Piosenka                      | Jury                   | Telewidzowie           | Telewidzowie           | Łącznie                | Miejsce                |
| L.p.                   | Wykonawca                | Piosenka                      | Jury                   | Głosy                  | Punkty                 | Łącznie                | Miejsce                |
| ---------------------- | ------------------------ | ----------------------------- | ---------------------- | ---------------------- | ---------------------- | ---------------------- | ---------------------- |
| 1                      | Valerija Iljinaitė       | „Scars Are Beautiful”         | 2                      | 242                    | 1                      | 3                      | 10                     |
| 2                      | Indrė Juodeikienė        | „Bad Option”                  | 1                      | 375                    | 2                      | 3                      | 11                     |
| 3                      | Alen Chicco              | „Your Cure”                   | 4                      | 745                    | 8                      | 12                     | 6                      |
| 4                      | Queen of Roses           | „Runaway”                     | 7                      | 580                    | 4                      | 11                     | 7                      |
| 5                      | Živilė Gedvilaitė        | „Learn from Your Love”        | 7                      | 643                    | 5                      | 12                     | 5                      |
| 6                      | Elizabeth Olshey         | „Never Enough (Of Your Love)” | —                      | 669                    | 6                      | 6                      | 8                      |
| 7                      | Gabriele Rybko           | „Lay It Down”                 | 3                      | —                      | —                      | 3                      | 9                      |
| 8                      | Saulės Kliošas           | „Laiko mašina”                | 10                     | 527                    | 3                      | 13                     | 4                      |
| 9                      | Soliaris & Foreign Souls | „Song of My Life”             | 7                      | 694                    | 7                      | 14                     | 3                      |
| 10                     | Monika Marija            | „Light On”                    | 12                     | 1416                   | 12                     | 24                     | 1                      |
| 11                     | Henry & Tommy Modric     | „Neverpart”                   | 8                      | 838                    | 10                     | 18                     | 2                      |

#### Półfinał

##### Półfinał 1
| Semi-Final 1 - 9 lutego 2019 | Semi-Final 1 - 9 lutego 2019 | Semi-Final 1 - 9 lutego 2019 | Semi-Final 1 - 9 lutego 2019 | Semi-Final 1 - 9 lutego 2019 | Semi-Final 1 - 9 lutego 2019 | Semi-Final 1 - 9 lutego 2019 | Semi-Final 1 - 9 lutego 2019 |
| L.p.                         | Wykonawca                    | Piosenka                     | Punkty                       | Punkty                       | Punkty                       | Punkty                       | Miejsce                      |
| L.p.                         | Wykonawca                    | Piosenka                     | Jury                         | Telewidzowie                 | Telewidzowie                 | Łącznie                      | Miejsce                      |
| L.p.                         | Wykonawca                    | Piosenka                     | Jury                         | Głosy                        | Punkty                       | Łącznie                      | Miejsce                      |
| ---------------------------- | ---------------------------- | ---------------------------- | ---------------------------- | ---------------------------- | ---------------------------- | ---------------------------- | ---------------------------- |
| 1                            | Emilija Gogolytė             | „Riddle”                     | 1                            | 1694                         | 10                           | 11                           | 5                            |
| 2                            | Henry & Tommy Modric         | „Neverpart”                  | 7                            | 1171                         | 7                            | 14                           | 4                            |
| 3                            | Saulės Kliošas               | „Laiko mašina”               | 5                            | 535                          | 2                            | 7                            | 9                            |
| 4                            | Edgaras Lubys                | „To the sky”                 | 4                            | 994                          | 6                            | 10                           | 7                            |
| 5                            | Glossarium                   | „Anyone”                     | —                            | 506                          | 1                            | 1                            | 11                           |
| 6                            | Migloko                      | „Rožės”                      | 7                            | 665                          | 3                            | 10                           | 6                            |
| 7                            | Twosome                      | „1000”                       | —                            | 286                          | —                            | —                            | 12                           |
| 8                            | Lukas Bartaška               | „River of Hope”              | 2                            | 1410                         | 8                            | 10                           | 8                            |
| 9                            | Justina Budaitė-Junà         | „Strength of a Woman”        | 10                           | 786                          | 4                            | 14                           | 3                            |
| 10                           | Monika Marija                | „Light On”                   | 12                           | 3192                         | 12                           | 24                           | 1                            |
| 11                           | Jurgis Brūzga                | „CTRL ALT DELETE”            | 10                           | 815                          | 5                            | 15                           | 2                            |
| 12                           | Cheri                        | „Again”                      | 4                            | 442                          | —                            | 4                            | 10                           |

##### Półfinał 2
| Semi-Final 2 - 16 lutego 2019 | Semi-Final 2 - 16 lutego 2019     | Semi-Final 2 - 16 lutego 2019 | Semi-Final 2 - 16 lutego 2019 | Semi-Final 2 - 16 lutego 2019 | Semi-Final 2 - 16 lutego 2019 | Semi-Final 2 - 16 lutego 2019 | Semi-Final 2 - 16 lutego 2019 |
| L.p.                          | Wykonawca                         | Piosenka                      | Punkty                        | Punkty                        | Punkty                        | Punkty                        | Miejsce                       |
| L.p.                          | Wykonawca                         | Piosenka                      | Jury                          | Telewidzowie                  | Telewidzowie                  | Łącznie                       | Miejsce                       |
| L.p.                          | Wykonawca                         | Piosenka                      | Jury                          | Głosy                         | Punkty                        | Łącznie                       | Miejsce                       |
| ----------------------------- | --------------------------------- | ----------------------------- | ----------------------------- | ----------------------------- | ----------------------------- | ----------------------------- | ----------------------------- |
| 1                             | Original Copy                     | „Power of Sounds”             | 3                             | 335                           | 1                             | 4                             | 10                            |
| 2                             | Živilė Gedvilaitė                 | „Learn from Your Love”        | —                             | 231                           | —                             | —                             | 12                            |
| 3                             | Šarūnas Mačiūlis                  | „Traukinys”                   | —                             | 1209                          | 5                             | 5                             | 9                             |
| 4                             | Paola Hart                        | „I'll Be Alright”             | 2                             | 224                           | —                             | 2                             | 11                            |
| 5                             | Alen Chicco                       | „Your Cure”                   | 6                             | 1415                          | 6                             | 12                            | 5                             |
| 6                             | Aldegunda                         | „I Want Your Love”            | 1                             | 1191                          | 4                             | 5                             | 8                             |
| 7                             | Soliaris & Foreign Souls          | „Song of my Life”             | 4                             | 413                           | 2                             | 7                             | 7                             |
| 8                             | Monika Marija                     | „Criminal”                    | 10                            | 1519                          | 7                             | 17                            | 3                             |
| 9                             | Antikvariniai Kašpirovskio Dantys | „Mažulė”                      | 10                            | 1979                          | 8                             | 18                            | 2                             |
| 10                            | Jurijus                           | „Run with the Lions”          | 12                            | 4097                          | 12                            | 24                            | 1                             |
| 11                            | MaNNazz                           | „Blind Bird”                  | 5                             | 628                           | 3                             | 8                             | 6                             |
| 12                            | Jurgis DID & Erica Jennings       | „Sing!”                       | 6                             | 2020                          | 10                            | 16                            | 4                             |

#### Finał
| Final - 23 lutego 2019 | Final - 23 lutego 2019            | Final - 23 lutego 2019 | Final - 23 lutego 2019 | Final - 23 lutego 2019 | Final - 23 lutego 2019 | Final - 23 lutego 2019 | Final - 23 lutego 2019 |
| L.p.                   | Wykonawca                         | Piosenka               | Punkty                 | Punkty                 | Punkty                 | Punkty                 | Miejsce                |
| L.p.                   | Wykonawca                         | Piosenka               | Jury                   | Telewidzowie           | Telewidzowie           | Łącznie                | Miejsce                |
| L.p.                   | Wykonawca                         | Piosenka               | Jury                   | Głosy                  | Punkty                 | Łącznie                | Miejsce                |
| ---------------------- | --------------------------------- | ---------------------- | ---------------------- | ---------------------- | ---------------------- | ---------------------- | ---------------------- |
| 1                      | Alen Chicco                       | „Your Cure”            | 6                      | 2980                   | 6                      | 12                     | 5                      |
| 2                      | Justina Budaitė-Junà              | „Strength of a Woman”  | 3                      | 691                    | 3                      | 6                      | 8                      |
| 3                      | Henry & Tommy Modric              | „Neverpart”            | 5                      | 1186                   | 5                      | 10                     | 6                      |
| 4                      | Jurgis Brūzga                     | „CTRL ALT DELETE”      | 4                      | 936                    | 4                      | 8                      | 7                      |
| 5                      | Jurgis DID & Erica Jennings       | „Sing!”                | 7                      | 14912                  | 7                      | 14                     | 4                      |
| 6                      | Monika Marija                     | „Light On”             | 10                     | 20977                  | 10                     | 20                     | 2                      |
| 7                      | Antikvariniai Kašpirovskio Dantys | „Mažulė”               | 8                      | 15699                  | 8                      | 16                     | 3                      |
| 8                      | Jurijus                           | „Run with the Lions”   | 12                     | 24694                  | 12                     | 24                     | 1                      |
| -                      | Monika Marija                     | „Criminal”             | Rezygnacja             | Rezygnacja             | Rezygnacja             | Rezygnacja             | Rezygnacja             |